# Гаддис, Винсент
Винсент Гаддис (англ. Vincent Gaddis; 28 декабря 1913, Огайо — 26 февраля 1997, Юрика, Калифорния) — американский писатель, впервые употребивший словосочетание «Бермудский треугольник» в статье «Смертельный Бермудский треугольник» (1964).

## Биография
Родился в Огайо, в семье Тилдена Х. и Алисы М. (урождённой Смит). С 1947 по 1952 годы работал репортёром и редактором на радиостанции городе Варшава, штат Индиана. С 1952 по 1959 годы писал очерки для еженедельной газеты The Elkhart Truth из города Элкхарт.
Работал по писатель по связям с общественностью в Studebaker-Packard Corporation и салоне Mercedes Benz в Саут-Бенд (Индиана). Умер 26 февраля 1997 года в Юрика (Калифорния).

## Критика
Тезисы Гаддиса о бермудском треугольнике и самовозгорание человека подвергались критике как ложные и дезинформирующие».
Профессор Уильям Паверс из Ливингстон-колледжа назвал книгу Гаддиса «American Indian Myths and Mysteries» «возмутительной и неприемлемой».

## Публикации
- Winona Lake: A Memory and A Vision. — Berne Witness Company, 1979. — 156 с.
- Invisible Horizons: True Mysteries of the Sea. — Chilton/Haynes, 1965. — ISBN 978-0801914072.
- Mysterious Fires and Lights, 1967
- Wide World of Magic, 1967
- Strange World of Animals and Pets, 1970
- The Curious World of Twins, 1972
- Courage in Crisis: Dramatic Tales of Heroism in the Face of Danger, 1973
- American Indian Myths and Mysteries, 1977, ISBN 0-88029-755-7
- Gold Rush Ghosts, 1990, ISBN 0-945685-06-8